# ایزومو نو اوکونی

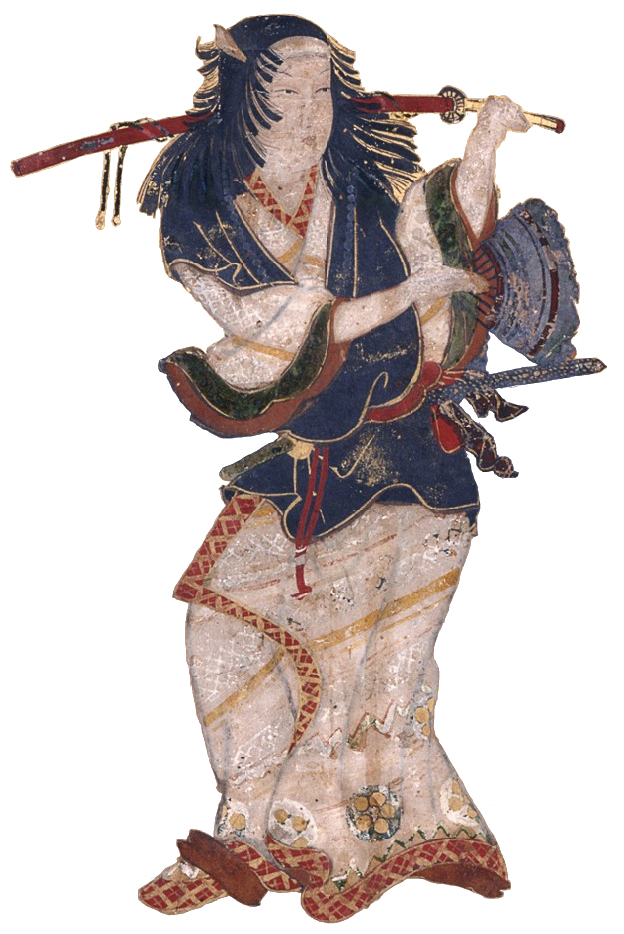
تصویری نقاشی شده از ایزومو نو اوکونی

ایزومو نو اوکونی (به ژاپنی: 出雲阿国 Izumo no Okuni) زاده شده در ۱۵۷۲ میلادی، ابداع‌کننده کابوکی در اوایل دوره ادو در سال ۱۶۰۳ است. پیش نمونه کابوکی نوعی رقص بود که در آن زنان با لباس‌های عجیب و غریب ظاهر می‌شدند. معنی تحت‌الفظی کابوکی یعنی هنر رقصیدن با سرود. نخستین نمایش‌های کابوکی را گروهی از بانوان در آغاز سده هفدهم بر روی صحنه آوردند اما در سال ۱۶۲۹ حکومت شگون‌سالاری توکوگاوا با نشر اعلامیه‌ای زنان را از اجرای هر گونه فعالیت نمایشی منع کرد. از آن پس به بعد تا دوره میجی ژاپن دیگر به هیچوجه رسماً بازیگر زن نداشت و در آن زمان نقش زنان را الزاماً مردان برعهده می‌گرفتند.